# Tramwaj
Tramwaj (polonès: Tramvia) és un curtmetratge mut de 1966 del director polonès Krzysztof Kieślowski, produït mentre era estudiant a l'Escola Nacional de Cinema, Televisió i Teatre a Łódź. La pel·lícula s'inclou com a funció addicional a les estrenes DVD de la regió nord-americana i Artificial Eye 2 del Breu film sobre l'amor de Kieslowski.

## Argument
La pel·lícula mostra un nen que veu una noia en un tramvia mentre marxa. Corre darrere del tramvia i es troba a bord sol amb la noia. Intercanvien mirades, després ella s'adorm contra la finestra. El nen baixa del tramvia i la mira per la finestra, després decideix tornar a córrer darrere del tramvia.

## Repartiment
- Jerzy Braszka - noi
- Maria Janiec - noi